# Kaviaar

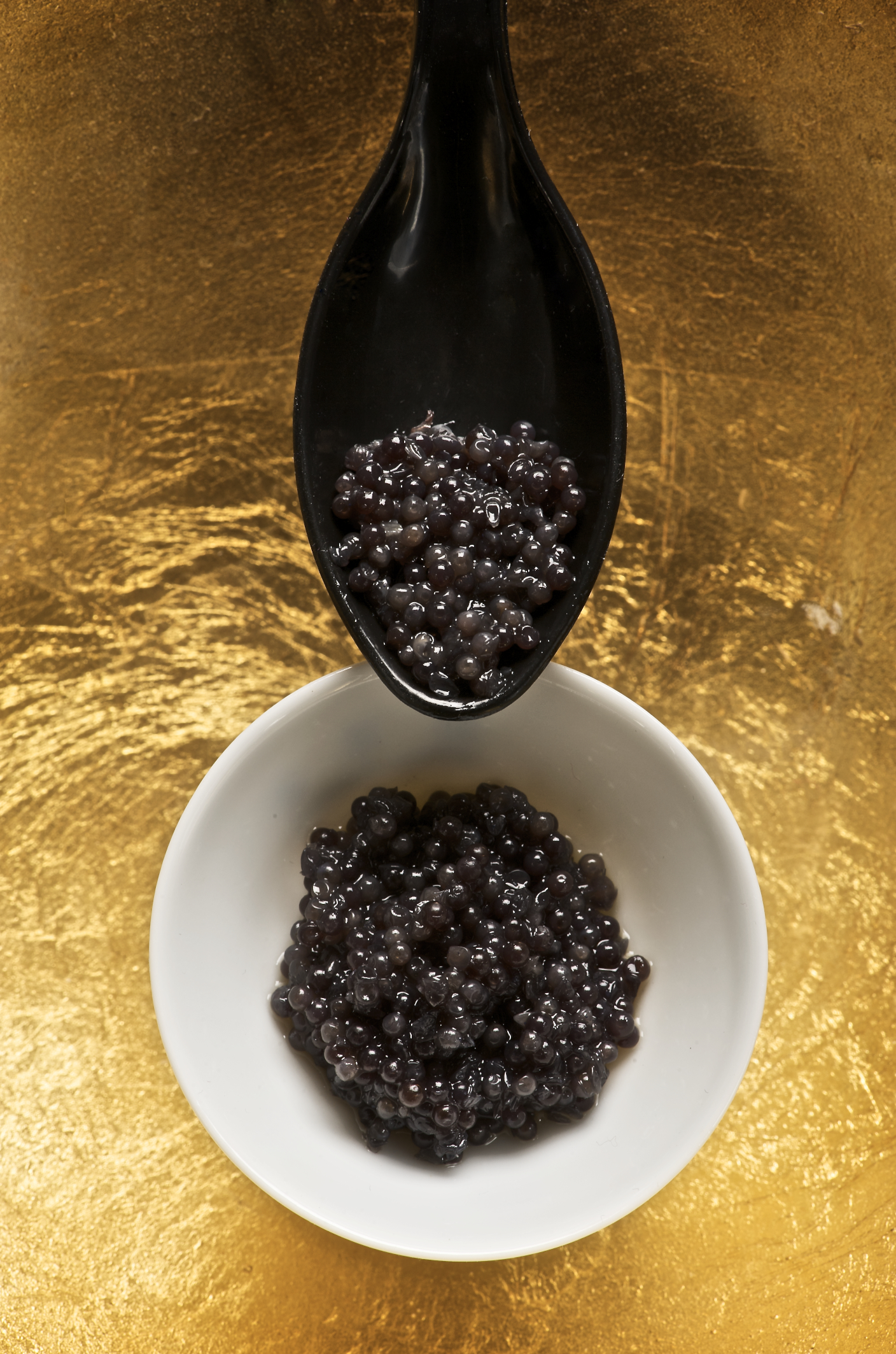
Echte beloegakaviaar

Kaviaar, ook wel het zwarte goud genoemd, bestaat uit de onbevruchte eitjes van de steur en wordt beschouwd als een delicatesse. De naam "kaviaar" is afkomstig van het Perzische woord خاگ‌آور (Khag-avar). De eerste kaviaareters waren Perzen (Iraniërs) die geloofden dat kaviaar hun uithoudingsvermogen en hun potentie zou verbeteren. Negentig procent van de kaviaar die op de markt gebracht wordt, is ofwel van Russische of van Iraanse afkomst.

## Geschiedenis
De Perzen en de Feniciërs aten al kaviaar. Tijdens de middeleeuwen was in Rusland de consumptie van kaviaar voorbehouden aan de hoge klassen, die kaviaar aten als vleesvervanger op vastendagen, omdat de Russisch-Orthodoxe Kerk het eten van kaviaar toestond. In Europa werd kaviaar in die tijd beschouwd als voedsel voor de boeren. Een beroemde anekdote betreft de receptie die werd aangeboden door Lodewijk XV van Frankrijk aan de ambassadeur van tsaar Peter de Grote. De ambassadeur gaf zijn gastheer een doos kaviaar. Tot verbazing van iedereen spuwde Lodewijk XV het uit. In de negentiende eeuw was kaviaar een hoofdgerecht op de tafels van de Russische aristocratie en de tsaren boden het hun voornaamste gasten aan. In de VS daarentegen, in die tijd de eerste producent in de wereld vanwege de immense vangsten in de rivier de Delaware, werd kaviaar gebruikt door de massa's vanwege hun lage kosten. Een Griekse handelaar ontdekte rond 1780 de Russische kaviaar en ging deze aanprijzen als luxeartikel.
Tijdens het Interbellum na de Russische Revolutie van 1917 werd kaviaar in het rijke Westen een element van onderscheid en goede smaak. Dit was het gevolg van de emigratie van veel Russische aristocraten naar Parijs in de jaren twintig. Belangrijk voor de verspreiding ervan waren de gebroeders Petrossian, die een overeenkomst hadden met de Russische regering voor de exclusieve exportrechten van Russische kaviaar. De broers Petrossian presenteerden het product op de Wereldtentoonstelling in Parijs in 1925 (ze waren wel zo voorzichtig om kwispedoren te plaatsen, voor het geval het publiek het niet lustte).
Het was miljardair Charles Ritz, zoon van César Ritz, die het kaviaarverbruik onder de high society stimuleerde. Sindsdien behoort kaviaar tot de favoriete gerechten als onderdeel van gastronomische menu's bereid door prestigieuze hotels.

## Bedreiging van de kaviaarproductie
Het visbestand van de wilde steur wordt ernstig bedreigd door verschillende factoren: de vervuiling van de Kaspische Zee en de rivier de Wolga, de sterke daling van de waterspiegel in de Kaspische zee (deze daalt met bijna een halve meter per jaar), de overbevissing in het verleden, de arbeidsintensieve productiemethode en het feit dat de steur al een redelijke leeftijd moet bereiken eer de kaviaar "geoogst" kan worden. Bijkomend probleem is dat elke vis gedood moet worden om het product te kunnen "oogsten", waardoor er per vis slechts één opbrengst mogelijk is.
In meerdere landen wordt al wel geëxperimenteerd met het kweken van steur.

## Soorten kaviaar

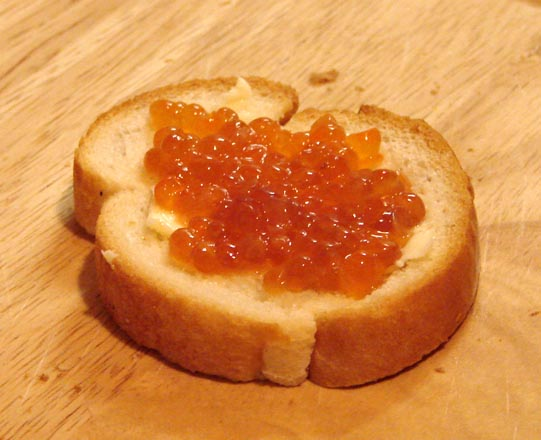
Zalmkaviaar op stokbrood

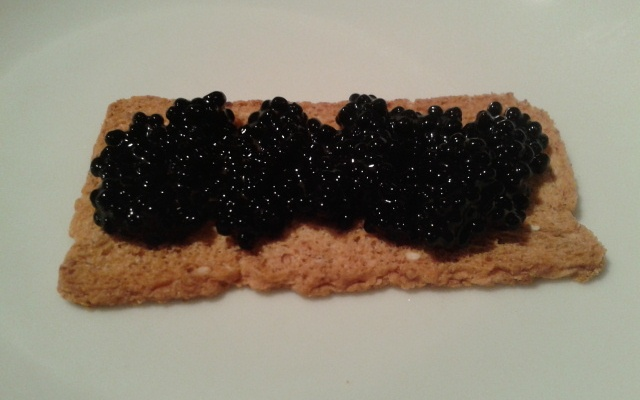
Vegetarische imitatiekaviaar van algen op een toastje

Naargelang het soort steur waarvan de eitjes zijn, onderscheidt men:
- kaviaar van steur
  - uit de Kaspische Zee
    - beloegakaviaar (Europese huso) (zilverachtige tot zwarte kleur)
    - asetrakaviaar (diamantsteur) (zwart tot groenachtig grijs)
    - sevrugakaviaar (spitssnuitsteur) (donkergrijs)

  - kalugakaviaar (Siberische huso) uit de Siberische rivier de Amoer:

- imitatiekaviaar (niet van de steur en mag in principe de naam "kaviaar" niet dragen)
  - lompviskaviaar (rood of zwart; de kleur wordt verkregen door middel van natuurlijke kleuring)
  - wilde zalmkaviaar uit Alaska (rood van kleur)
  - forelkaviaar (oranje van kleur)

Ook in viskwekerijen worden verschillende soorten steurkaviaar geproduceerd onder gecontroleerde omstandigheden. Enkele van de bekendste varianten zijn:
- Beluga (Huso huso): Wordt beschouwd als de meest exclusieve kaviaar, met grote, zilvergrijze eitjes van 3 tot 4 mm. De smaak is zeer verfijnd en boterachtig.
- Kaluga (Huso dauricus): Grote, glanzende eitjes tot 4 mm met een donkergroene of grijsgroene kleur. Rijk aan smaak en zeer caloriehoudend.
- Amur Royal (Huso dauricus × Acipenser schrenckii): Een hybride met zachte, goed gedefinieerde korrels van 2,9–3,3 mm en een lichtbruine kleur. Betaalbaarder dan Beluga.
- Osetra (Acipenser gueldenstaedtii): De meest gangbare soort. Korrels van 1,5–2 mm, vaak goudbruin of hazelnootkleurig, met een uitgesproken nootachtige smaak.
- Siberische steur (Acipenser baerii): Kleinere eitjes (1,5–2 mm) met een zachte, romige en nootachtige nasmaak.

Deze soorten worden wereldwijd geproduceerd en zijn populair vanwege hun kwaliteit en duurzaamheid.
Sardijnse kaviaar is eigenlijk geen kaviaar, maar de gedroogde en samengeperste kuit van de harder. Deze specialiteit – 'bottarga' genaamd – wordt liefkozend 'Sardijnse kaviaar' genoemd. Soms wordt ze ook gemaakt van de eieren van tonijn of zwaardvis.
In Nederland produceert men haringkaviaar. Rijpe kuit van winter- of zomerharing wordt stevig gezouten en vervolgens enkele weken in de pekel gehouden waarbij er steeds zout wordt toegevoegd aan het pekelbad. Vervolgens wordt de haringkuit afgevuld in vaatjes en voornamelijk naar Japan geëxporteerd. Deze haringkaviaar staat daar bekend als kazunoko en is een dure delicatesse.
Voor vegetariërs en andere mensen die geen visseneieren willen eten, bestaat er ook imitatiekaviaar uit algen.

## Bescherming
Voor de handel in kaviaar gelden strenge quota omdat anders de steur zou uitsterven. Er wordt echter slecht op gecontroleerd en het bestaan van deze vissoort wordt dan ook in de Kaspische Zee ernstig bedreigd. Importpartijen van steurkaviaar in de EU moet begeleid worden door een CITES-certificaat (CITES = Convention on International Trade in Endangered Species of Wild Fauna and Flora).